# María José Mailliard
María José Mailliard Rodríguez (24 de enero de 1991) es una deportista chilena que compite en piragüismo en la modalidad de aguas tranquilas.
Ganó once medallas en el Campeonato Mundial de Piragüismo entre los años 2013 y 2024, y cuatro medallas en los Juegos Panamericanos, en los años 2019 y 2023.

## Palmarés internacional
| Campeonato Mundial   | Campeonato Mundial          | Campeonato Mundial | Campeonato Mundial |
| Año                  | Lugar                       | Medalla            | Competición        |
| -------------------- | --------------------------- | ------------------ | ------------------ |
| 2013                 | Duisburgo (Alemania)        | Medalla de bronce  | C2 500 m           |
| 2018                 | Montemor-o-Velho (Portugal) | Medalla de bronce  | C1 5000 m          |
| 2019                 | Szeged (Hungría)            | Medalla de plata   | C1 5000 m          |
| 2021                 | Copenhague (Dinamarca)      | Medalla de oro     | C1 500 m           |
| 2021                 | Copenhague (Dinamarca)      | Medalla de bronce  | C1 5000 m          |
| 2022                 | Halifax (Canadá)            | Medalla de plata   | C1 1000 m          |
| 2022                 | Halifax (Canadá)            | Medalla de bronce  | C1 500 m           |
| 2023                 | Duisburgo (Alemania)        | Medalla de oro     | C1 1000 m          |
| 2023                 | Duisburgo (Alemania)        | Medalla de bronce  | C1 500 m           |
| 2024                 | Samarcanda (Uzbekistán)     | Medalla de oro     | C1 5000 m          |
| 2024                 | Samarcanda (Uzbekistán)     | Medalla de plata   | C1 500 m           |
| Juegos Panamericanos |                             |                    |                    |
| Año                  | Lugar                       | Medalla            | Competición        |
| 2019                 | Lima (Perú)                 | Medalla de plata   | C1 200 m           |
| 2019                 | Lima (Perú)                 | Medalla de plata   | C2 500 m           |
| 2023                 | Santiago (Chile)            | Medalla de plata   | C1 200 m           |
| 2023                 | Santiago (Chile)            | Medalla de plata   | C2 500 m           |